# 가사마쓰 시게루
가사마쓰 시게루(일본어: 笠松 茂, 1947년 7월 16일 ~ )는 전 일본의 체조 선수이다.
미에현 구마노시에서 태어나 1972년 하계 올림픽에서 단체전 금메달을 획득하고, 평행봉 은메달, 철봉과 마루 운동 동메달을 추가하였다. 1974년 세계 선수권 대회에서 단체, 개인 종합, 마루 운동, 도마의 우승을 휩쓸었고, 1978년 대회에서는 2개의 금메달(단체, 철봉)과 1개의 은메달(마루 운동)을 획득하였다. 1979년 세계 선수권 대회에서 단체전 은메달을 끝으로 은퇴하였다.
그의 이름을 딴 가사마쓰 도마가 유명하고, 2007년에는 국제 체조 명예의 전당에 헌액되었다.